# Сент Волбург (Саскачеван)
Сент Волбург (енгл. St. Walburg) је насељено место са административним статусом варошице у западном делу централног Саскачевана у Канади. Насеље се налази на магистралном друму 26, око 90 км североисточно од града Лојдминстера и око 130 км северозападно од Северног Бетлфорда.

## Историја
Интензивније насељавање подручја започело је почетком прошлог века, а први досељеници били су немачког, пољског, украјинског, француског и скандинавског порекла. Насеље је добило име у част енглеске светитељке из 8. века. Насеље је 1921. железницом повезано са остатком провинције, а већ наредне године административно је уређено као село. Године 1939. у насеље се доселила група судетских Немаца из Чехословачке који се нису слагали са Хитлеровом анексијом те области. 
Од 1. фебруара 1953. Сент Волбург има административни статус провинцијске варошице. 
Привреда насеља данас почива на сточарској производњи и узгоју житарица, те на експлоатацији нафте и земног гаса.

## Демографија
Према резултатима пописа становништва из 2011. у варошици је живело 716 становника у укупно 336 домаћинстава, што је за 6,5% више у односу на 672 житеља колико је регистровано 
приликом пописа 2006. године.
| 2001. | 2006. | 2011. |
| ----- | ----- | ----- |
| 667   | 672   | 716   |